# Aleksander Walmann
Aleksander Walmann Åsgården, född 12 januari 1986 i Porsgrunn, är en norsk sångare.
Han representerade  Norge med låten "Grab the Moment" i Eurovision Song Contest 2017 i Kiev, tillsammans med JOWST, i den andra semifinalen. De kom på en tionde plats i finalen.

## Diskografi
Singlar som Aleksander Walmann Åsgården
- 2011 – "Don't Let Go (In This Together)"
- 2012 – "Finer Feelings"

Singlar som Aleksander Walmann
- 2011 – "Lio" (med Chim1 och Obi One)
- 2013 – "Få høre (Yeah)" (med Chim1)
- 2013 – "Do Something"
- 2013 – "The Winds Will Change" (med Nicolai Herwell)
- 2013 – "Sweet Moon"
- 2014 – "Echoes"
- 2016 – "Day by Day (Life 2016)"
- 2016 – "Talk to the Hand"

Som medverkande artist
- 2012 – "Magi" (Chim1 med Aleksander Walmann)
- 2015 – "Bitter Tomorrow" (Damien med Aleksander Walmann)
- 2015 – "Step One" (Sono & Etwas med Aleksander Walmann)
- 2016 – "Broken Wings" (Simon Field med Aleksander Walmann)
- 2017 – "Don’t Wake Me Up" (Quiet Disorder med Simon Field och Aleksander Walmann)
- 2017 – "ThatFeeling" (JOWST med Aleksander Walmann)